# Akademisches Gymnasium
Als Akademisches Gymnasium (lateinisch gymnasium academicum; häufig auch gymnasium illustre) oder Hohe Schule wird eine höhere Schule bezeichnet, die in der frühen Neuzeit vor allem in den protestantischen Territorien des Heiligen Römischen Reiches und angrenzender Gebiete aufkam und gymnasiale und universitäre Studien verband.

## Protestantische akademische Gymnasien der Frühen Neuzeit
In seiner Schrift An den christlichen Adel deutscher Nation von des christlichen Standes Besserung hatte Martin Luther 1520 gefordert, die weltliche Obrigkeit habe sich des Schulwesens in besonderem Maße anzunehmen. In der Folge entstanden, insbesondere nach der Aufhebung der meisten Klöster in protestantischen Territorialstaaten, entweder durch eine Stadt oder einen Landesherrn getragene akademische Gymnasien und Gelehrtenschulen im voruniversitären Bereich sowie Hohe Schulen als quasi-universitäre Hochschulen. Neben der protestantischen Lehre waren die Ideen des Renaissance-Humanismus der zweite Einfluss, der auf das Profil dieser Schulen einwirkte.

## Schulprogramm
Das Schulprogramm verband gymnasiale und akademische Studien und gliederte sich in zwei Teile: In der neunjährigen schola classica erhielten die Schüler eine schulische Ausbildung, daran schloss sich die fünfjährige schola publica an, die von freieren wissenschaftlichen Vorlesungen geprägt war. Als Hohe Schulen bezeichnet man diejenigen Schulen, die den akademischen Unterricht anboten und Vorläufer der heutigen Hochschulen waren. Diese Lehranstalten hatten im Unterschied zu den Universitäten nicht das kaiserliche Privileg, akademische Grade (den Magister- und Doktorgrade) verleihen zu können. Akademische Gymnasien waren allerdings nicht zwangsläufig auch „Hohe Schulen“, also Hochschulen. Manche behandelten in den höheren Klassen zwar den Stoff der Artistenfakultät, wiesen aber keine höheren Fakultäten wie Theologie, Jura und Medizin auf.
Als Vorbild für die Organisation vieler Hoher Schulen diente die Straßburger Akademie (ab 1556 und ab 1621 Universität). Sie beeinflusste die meisten Gründungen in calvinistisch-reformierten Ländern, denen aus religionspolitischen Gründen kein Privileg für die Gründung einer regulären Universität zugänglich war. Zu diesen Hohen Schulen gehörten
- die Hohe Schule Herborn,
- das Gymnasium illustre in Burgsteinfurt,
- das stark musisch geprägte Gymnasium poeticum in Regensburg, das als Alumnat auch Unterbringungsmöglichkeiten für Schüler hatte und Stipendien vergab,
- das Akademische Gymnasium Danzig,
- das Casimirianum Neustadt,
- die Hochschulen in Bremen,
- Zerbst,
- Marburg,
- Hanau,
- Duisburg,
- Hamm und Lingen (Ems).

Aus akademischen Gymnasien gingen später einige Universitäten hervor, wie zum Beispiel aus dem 1559 gegründeten heutigen Landfermann-Gymnasium, das zur alten Universität Duisburg wurde, oder aus dem Ratsgymnasium Stadthagen, das 1610 zum gymnasium illustre wurde und nach der Umwandlung in eine Universität 1621 nach Rinteln verlegt wurde.

## Katholische akademische Gymnasien der Gegenreformation
In den katholischen Territorien reagierte die Gegenreformation auf den Erfolg der akademischen Gymnasien mit der Einrichtung von Jesuitenkollegien und -universitäten, die vergleichbare Züge aufwiesen. Dort wurde als „Akademisches Gymnasium“ im engeren Sinne ein mit einer Universität verbundenes Gymnasium bezeichnet.
Solche Akademische Gymnasien wurden unter anderen 1542 in Linz, 1552 in Wien, 1562 in Innsbruck, 1573 in Graz, 1589 in Regensburg, 1611 in Passau und 1617 in Salzburg gegründet. Heutige Nachfolgeeinrichtungen tragen in Österreich die Bezeichnung „Akademisches Gymnasium“ als Ehrentitel.

## Liste der frühneuzeitlichen akademischen Gymnasien und Hohen Schulen
| Gegründet   | Hochschule                                                                                         | Geschichte |
| 1524        | Gymnasium Ernestinum Gotha                                                                         | 1859 aus der Vereinigung von Gymnasium illustre (1524) und Herzoglichem Realgymnasium (1836) hervorgegangen, Auflösung 1947, Wiedergründung 1991 |
| 1526        | Aegidianum Nürnberg                                                                                | Vorläuferinstitution des heutigen Melanchthon-Gymnasium Nürnberg |
| 1527        | Gymnasium Philippinum Marburg                                                                      | |
| 1528        | Hohe Schule Bern                                                                                   | Gegründet zur Pfarrausbildung nach Einführung der Reformation, später zur Akademie und 1834 zur Universität Bern ausgebaut |
| 1529        | Altes Gymnasium Bremen                                                                             | |
| 1505 / 1535 | Gymnasium poeticum Regensburg                                                                      | 1505 als Lateinschule gegründet, im Verlauf der Reformationsunruhen am neuen Standort konsolidiert |
| 1542        | Akademisches Gymnasium Linz                                                                        | |
| 1552        | Collegium Sapientiae et Pietatis, Klagenfurt                                                       | Gegründet als universitätsvorbereitende Schule während der Reformation, Unterbringung in einem Nebengebäude des evangelischen Bethauses (heute Klagenfurter Dom); Trägerschaft durch die Kärntner Landstände. Im Zuge der Gegenreformation Übergabe an die Jesuiten 1604; seit 1773 Lyzeum; heute Europagymnasium Klagenfurt.         |
| 1553        | Akademisches Gymnasium Wien                                                                        | Jesuitenkolleg |
| 1556        | Clementinum Prag                                                                                   | Jesuitenkolleg; 1654 mit der Karls-Universität vereinigt |
| 1556        | Akademisches Gymnasium Straßburg                                                                   | 1538 gegründet, 1556 in den Rang einer Akademie erhoben, 1621 in eine Universität und 1631 in eine königliche Universität verwandelt |
| 1558        | Akademisches Gymnasium Danzig                                                                      | Gegründet durch den Rat der Stadt Danzig. Aufnahme des Schulbetriebs am 13. Juni 1558 mit zunächst einem Rektor und drei Professoren. Ende des 16. Jahrhunderts dann sechs Professoren. Bedeutende Stellung im 17. und 18. Jahrhundert. 1817 Umwandlung in ein altsprachliches Gymnasium. Letzte Unterrichtstage im März 1945.        |
| 1559        | Akademisches Gymnasium Duisburg                                                                    | bereits vor 1280 als Schola Duisburgensis gegründet; 1655 in der alten Universität Duisburg aufgegangen |
| 1562        | Akademisches Gymnasium Innsbruck                                                                   | Lateinschule der Jesuiten und Kolleg |
| 1573        | Akademisches Gymnasium Graz                                                                        | Jesuitenkolleg; seit der Gründung der Universität Graz 1585 akademisches Gymnasium; seit 1773 staatlich |
| 1574        | Hohe Schule Loosdorf                                                                               | protestantische Landesschule; 1627 geschlossen |
| 1578        | Casimirianum Neustadt                                                                              | |
| 1579        | Alte Landesschule Korbach                                                                          | Gründung der Grafen von Waldeck, Vorläufer der gräflichen Schule war eine städtische Schule (seit mindestens 1266), zwischen beiden gab es eine räumliche und zum Teil personelle Kontinuität |
| 1582        | Gymnasium Illustre (Anhaltische Landesuniversität) Zerbst                                          | wurde 1798 aufgelöst, die seit 1526 bestehende Lateinschule jedoch fortgeführt, erhielt 1836 den Namen Francisceum und wurde 1842 zum humanistischen Gymnasium ausgebaut |
| 1584        | Hohe Schule Herborn                                                                                | 1817 in dem „Theologischen Seminar der Evangelischen Kirche in Hessen und Nassau“ aufgegangen |
| 1586        | Gymnasium illustre Durlach                                                                         | 1724 nach Karlsruhe (neue Residenzstadt) verlegt, das Durlacher Gymnasium blieb weiterhin bestehen |
| 1588        | Gymnasium Arnoldinum Steinfurt                                                                     | |
| 1589        | Jesuitengymnasium St. Paul Regensburg                                                              | Gegründet im Mittelmünster als Antwort auf das benachbarte protestantische Gymnasium poeticum. 1809 wurden alle Gebäude völlig zerstört. Daraufhin 1811 vereinigt mit dem Gymnasium poeticum zum „Vereinigten paritätischen Gymnasium“. 1880 umbenannt zu „Altes Gymnasium“ wurde es Vorläufer vom heutigen Albertus-Magnus-Gymnasium |
| 1568        | Thorner Gymnasium                                                                                  | |
| 1601        | Gymnasium academicum in Beuthen an der Oder                                                        | |
| 1605        | Casimirianum Coburg                                                                                | |
| 1607        | Hohe Landesschule Hanau                                                                            | 1812 im Zuge der Bildungsreformen im Großherzogtum Frankfurt unter Carl Theodor von Dalberg formal dem neuen großherzoglichen Gymnasium eingegliedert |
| 1610        | Ratsgymnasium Stadthagen                                                                           | 1330 als städtische Lateinschule gegründet, wird 1610 zum Gymnasium illustre, das 1619 zur Universitätsgründung führt, die 1621 als Alma Ernestina nach Rinteln verlegt wurde. |
| 1611        | Jesuitenkolleg Passau                                                                              | seit 1773 als Gymnasium weitergeführt |
| 1613        | Akademisches Gymnasium Hamburg                                                                     | 1883 aufgehoben |
| 1617        | Akademisches Gymnasium Salzburg                                                                    | |
| 1620        | Gymnasium academicum Freiburg                                                                      | um 1250 als Lateinschule gegründet; seit 1457 Vorbereitungsschule für die Universität, 1620 Übernahme durch die Jesuiten als Gymnasium academicum (als Teil der Universität). |
| 1623        | Hohe Schule Ummendorf                                                                              | 1623 erließ Bartholomäus Ehinger, Abt der Reichsabtei Ochsenhausen eine Konviktsordnung für die seit 1618 bestehende Lateinschule, die dann bis 1632 als akademisches Gymnasium fortbestand |
| 1623        | Gymnasium Gleichense                                                                               | 1564 als Lateinschule gegründet; seit 1623 Lyzeum illustre; 1870–1946 Gräflich Gleichensches Gymnasium; 1854–1945 Verlust der Bezeichnung Lyzeum und der direkten Hochschul-Reife |
| 1632        | Athenaeum Illustre Amsterdam                                                                       | Gilt als Vorgängereinrichtung der Universität von Amsterdam |
| 1646        | Illustre Schole ende Collegium Auriacum tot Breda (Scola Illustris et Collegium Auriacum zu Breda) | Hooghe School en Oranjisch Collegie te Breda; 1669 aufgehoben |
| 1655        | Gymnasium Illustre Schwäbisch Hall                                                                 | |
| 1657        | Gymnasium Hammonense                                                                               | seit 1781 humanistisches Gymnasium nach Zusammenlegung mit der Lateinschule |
| 1660        | Michaelisschule Lüneburg                                                                           | im 14. Jahrhundert als Klosterschule gegründet, 1655 in eine Ritterakademie und 1660 in ein akademisches Gymnasium umgewandelt |
| 1664        | Gymnasium Illustre Augusteum Weißenfels                                                            | 1794 aufgelöst |
| 1664        | Gymnasium Christian-Ernestinum Bayreuth                                                            | Im 19. Jh. Kgl. Studienanstalt Bayreuth, seit 1891 Kgl.-Bayrisches Gymnasium, seit 1952 wieder unter dem alten Namen Gymnasium Christian-Ernestinum, heute sprachliches, humanistisches und naturwissenschaftlich-technologisches Gymnasium                                                                                           |
| 1686        | Gymnasium Illustre Stuttgart                                                                       | |
| 1697        | Gymnasium Georgianum Lingen                                                                        | 1680 als Trivialschule gegründet; 1697–1819 Gymnasium academicum, danach Gymnasium |
| 1707        | Gymnasium illustre Eisenach                                                                        | 1185 als Lateinschule zu St. Georgen gegründet; 1544 Schola Provincialis; 1707 Erhebung zum Gymnasium illustre; 1950 Umwandlung in Erweiterte Oberschule; 1960 Auflösung und Umwandlung in ein Institut für Lehrerbildung (IfL); seit 1993/1994 Martin-Luther-Gymnasium                                                               |
| 1709        | Collegium Carolinum (Kassel)                                                                       | Als „Fachhochschule“ gegründet; 1791 wurde der Lehrbetrieb eingestellt |
| 1720        | Akademisches Gymnasium Heilbronn                                                                   | 1620 als Gymnasium gegründet |
| 1724        | Gymnasium illustre Karlsruhe                                                                       | von Durlach in die neue Residenzstadt verlegt; 1836 mit der höheren Bürgerschule verbunden |
| 1737        | Gymnasium Carolinum Ansbach                                                                        | gegründet 1528 als Städtische Schule, ab 1737 Gymnasium illustre; 1792–1806 Königlich-Preußisches Gymnasium |
| 1738        | Christianeum Altona                                                                                | Lateinschule als Vorläufer bereits seit 1683 |
| 1745        | Gymnasium Fridericianum Erlangen                                                                   | |
| 1775        | Academia Petrina, Mitau                                                                            | |